# カトリック関口教会
カトリック関口教会（かとりっくせきぐちきょうかい）は、東京都文京区関口にあるキリスト教（カトリック）の教会。カトリック東京大司教区の司教座聖堂（カテドラル）であり、教会堂名（聖堂名）が「無原罪の聖母」（聖母マリア）であることから、東京カテドラル聖マリア大聖堂（とうきょうカテドラルせいマリアだいせいどう）として知られている。
本項では、教会（信仰共同体）としてのカトリック関口教会だけでなく、建築物としての東京カテドラル聖マリア大聖堂についても記述する。

## 沿革
1877年（明治10年）に日本北緯使徒座代理区の初代司教として来日したピエール・マリー・オズーフは、教会発展のため東京の中心地に土地を求めた。しかし当時、外国人の土地取得は地所質入書入規則により禁止されていた。そのため1886年（明治19年）5月22日、土地所有者の一柳末徳から、オズーフに代わって浅草教会信者名義で小石川関口台町（現在の文京区関口）の土地を購入した。
その後、浅草教会構内にあった「玫瑰（まいかい）学校」の仏文科教頭であった司祭のジャン・ピエール・レイは、学校に収容されていた孤児たちが青年へと成長し、職業訓練等が必要になり、もっと大きな施設が必要となったため、1888年（明治21年）、既に購入済みだった関口台町の土地に高木甚三郎ら浅草教会信者の協力を得て「聖母仏語学校」を設立した。この学校の敷地内に1899年（明治32年）9月10日、生徒たちの協力を得て附属聖堂である無原罪の聖母聖堂が建堂される。翌1900年（明治33年）1月7日には小教区聖堂として認められ、同年2月26日には東京府へ「聖母教会」設立願を提出、同年10月8日に認可され独立した。1912年（大正元年）に東京大司教に就任したレイは、大司教座のある築地教会には住まわず、関口教会内で執務し、1920年（大正9年）には大司教座を築地教会から関口教会へと移転した。
1899年（明治32年）に建てられた聖堂は、1923年（大正12年）の関東大震災においても倒壊を免れたが、1945年（昭和20年）5月25日の東京大空襲で焼失、焼け残った建物を聖堂として使用していたが、1947年（昭和22年）に	コンセットハウス（かまぼこ型）が建てられ聖堂となった。1951年（昭和26年）には児童会館の2階を改造し仮聖堂としたが、司教座聖堂（カテドラル）の役割を果たすことが困難だったため、麹町教会の新聖堂を利用していた。また1953年（昭和28年）から1964年（昭和39年）の間、神田教会を仮司教座聖堂（プロカテドラル）とした。
1964年（昭和39年）12月、現在の聖堂が完成し司教座聖堂（カテドラル）となった。この聖堂は、1966年（昭和41年）に第7回BCS賞を受賞、2003年（平成15年）にはDOCOMOMO JAPAN選定 日本におけるモダン・ムーブメントの建築に選ばれている。
1967年（昭和42年）10月23日には吉田茂元内閣総理大臣の葬儀が行われた。また東京カテドラル聖マリア大聖堂の設計者、丹下健三の葬儀もここで行なわれた。
また、近年のエキュメニズム運動の主要な舞台の一つでもあり、2009年（平成21年）9月23日にはカトリック教会とは別のキリスト教派である日本聖公会の150周年記念礼拝が行われた。

## 東京カテドラル聖マリア大聖堂

### 建設経緯
1899年（明治32年）に最初に建てられた木造でゴシック様式の聖堂は、1945年（昭和20年）に戦災で消失、カトリック関口教会は敗戦後の物資不足による経済的理由で長らく再建されないままであった。そこで、日本へのカトリック再布教100年事業の一環としてドイツ・ケルン大司教区の支援を受けながら、カトリック東京大司教区主催による東京カテドラル聖マリア大聖堂のコンペが、1962年（昭和37年）5月締め切りで行なわれた。
前川國男、谷口吉郎、丹下健三の3名に絞り込んだ指名コンペであり、設計期間は6か月。現代的なものをというケルン側からの要望で設計条件は特になく、宗教行事を執り行う上で必要不可欠なものを備えていさえすればよいとされた。審査員は建築界から吉武泰水、今井兼次、杉山英男、教会側からは3名の司祭とケルンから派遣された教会建築専門の建築家ウィルヘルム・シュロンブがあたった。
美術館を連想させるマッシブな四角い立方体の前川案、平面計画は三味線のバチを思わせる銀杏形であったが全体的にはやはり公会堂や音楽堂を連想させる箱型の谷口案に比べ、HPシェルの現代的な構造技術を用いながら、教会の建物そのものが頂部において十字架型になるという丹下案が異彩を放ち、丹下が一等当選。西洋の教会に典型的に見られるような街路から直接入堂する形式の建築計画ではなく、いったん敷地の奥の方「ルルドの洞窟」に向かって進み、それから転回するようにして階段を上り聖堂に至るという動線は、まず鳥居や山門をくぐって参道を歩みながら徐々に気持ちを整え、それから「本尊」に相対するといった日本の伝統的な手法であり、建物本体の記念碑性だけでなく「場」の力によって聖性を生み出すことが目指されていた。このような教会に付属する周辺施設との配置バランスにすぐれた全体計画も高評価の理由であった。
なお、これら3つの設計案を最終的に決めるのはカトリック東京大司教である土井辰雄枢機卿であり、必ずしも推薦された案を採用しなくてもよいと決められていた。彼は「私は皆さんが選んだものを神様の御意思として受けます。私は委員の皆さんを信頼しています」と語り、白柳誠一神父（のちの東京大司教・枢機卿）が模型や青写真を見るように頼んだが、「いいんです」と言って微笑した。ところが、後日に実際に建築プランや模型を見て、一瞬大変驚いたという。
また、丹下は大聖堂設計の功績により、1970年（昭和45年）にローマ教皇庁からサン・グレゴリオ・マンニャ勲章を授与された。

### 建築構造

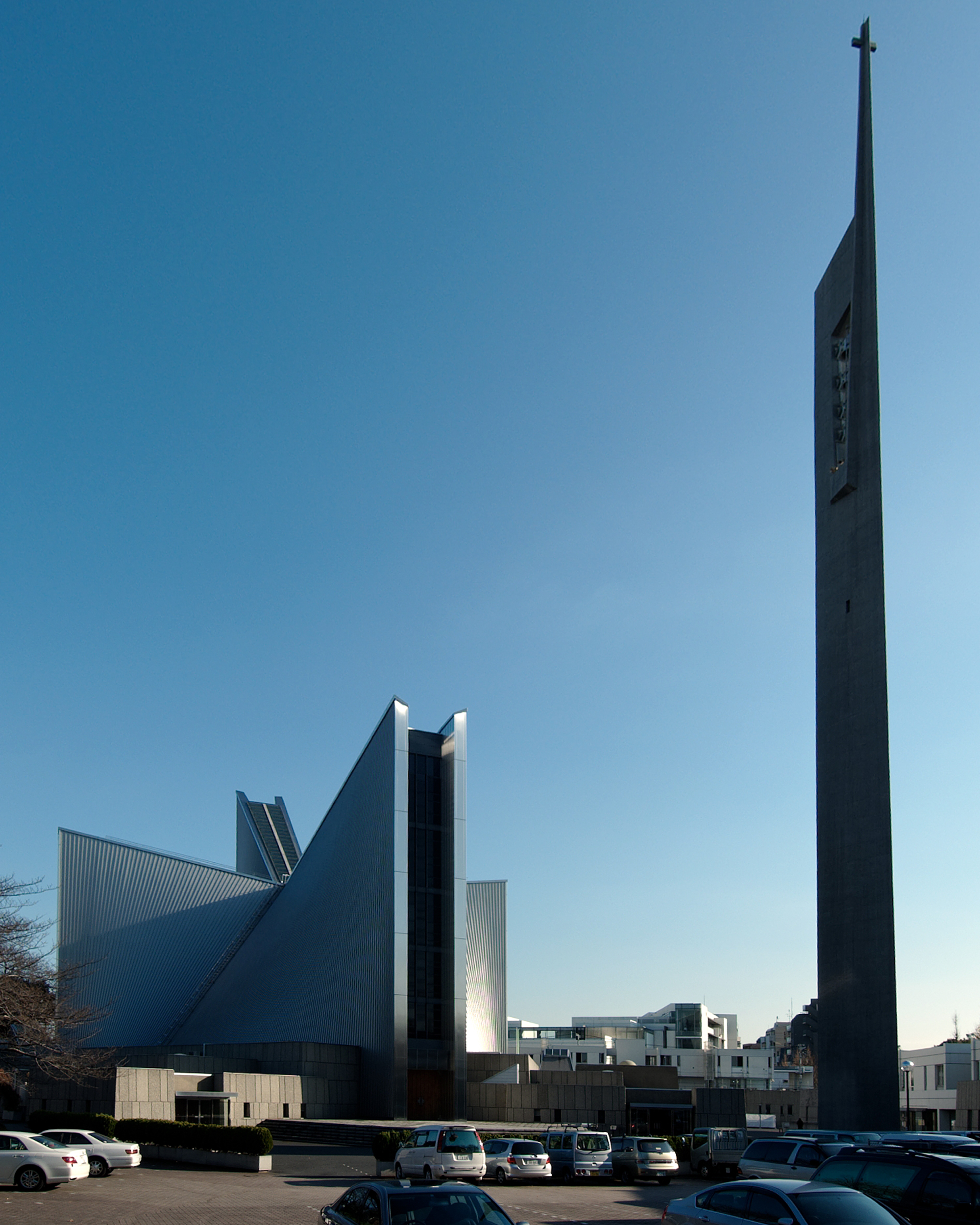
教会敷地内からの眺め

2枚ずつ4種類、合計8枚のRC造のHPシェルを立て掛けるようにして縦使いに用い、頂部でトップライトのための間隙を十字架状に開けながら、梁によってお互いに支持し合う形で、中心部と端部の5カ所で連結されている。また周縁部を除くと厚さ12cmのシェルの剛性を高めるために、外側に2mピッチで縦横にリブが設けられているほか、底部においては脚部を開かせて建物を崩壊に導く躯体のスラスト荷重に対抗する引っ張り材として、頂部中心にある十字状の繋ぎ梁と同様のクロス・タイビームが地下に設けられており、構造力学的に厳密にいえば、HPシェルの構造体としては成立していない。
しかしながら、美学的にはエクステリアにおいて、聖母マリアに捧げられた聖堂にふさわしく、岩場の水面に舞い降りて来た銀色の白鳥が羽根を震わせているかのようなイメージを演出し、インテリアにおいては、8枚のコンクリート打放しのHPシェル壁面が、視覚的に折り重なり互いに絡み合うようにしてうねりながら、頭頂部の十字架状のトップライトまで緩やかに這い昇ってゆき、視線はそのまま天上に至るかのような上昇感覚を生み出していて成功している。
トップライトが中央に向かって傾斜下降しているという、雨を防ぐ屋根の原理に反した構造上の欠陥とステンレス外装の技術上の問題から、竣工後比較的早い時期から雨漏りが見られ、ガラスの上をさらにアクリル板で被うなど、補修工事が度々行なわれた。その後2007年（平成19年）の大改修で、トップライトとステンレス外装を一新する新工法を採用したことにより、雨漏りの問題はほぼ解決された。

### 建築意匠

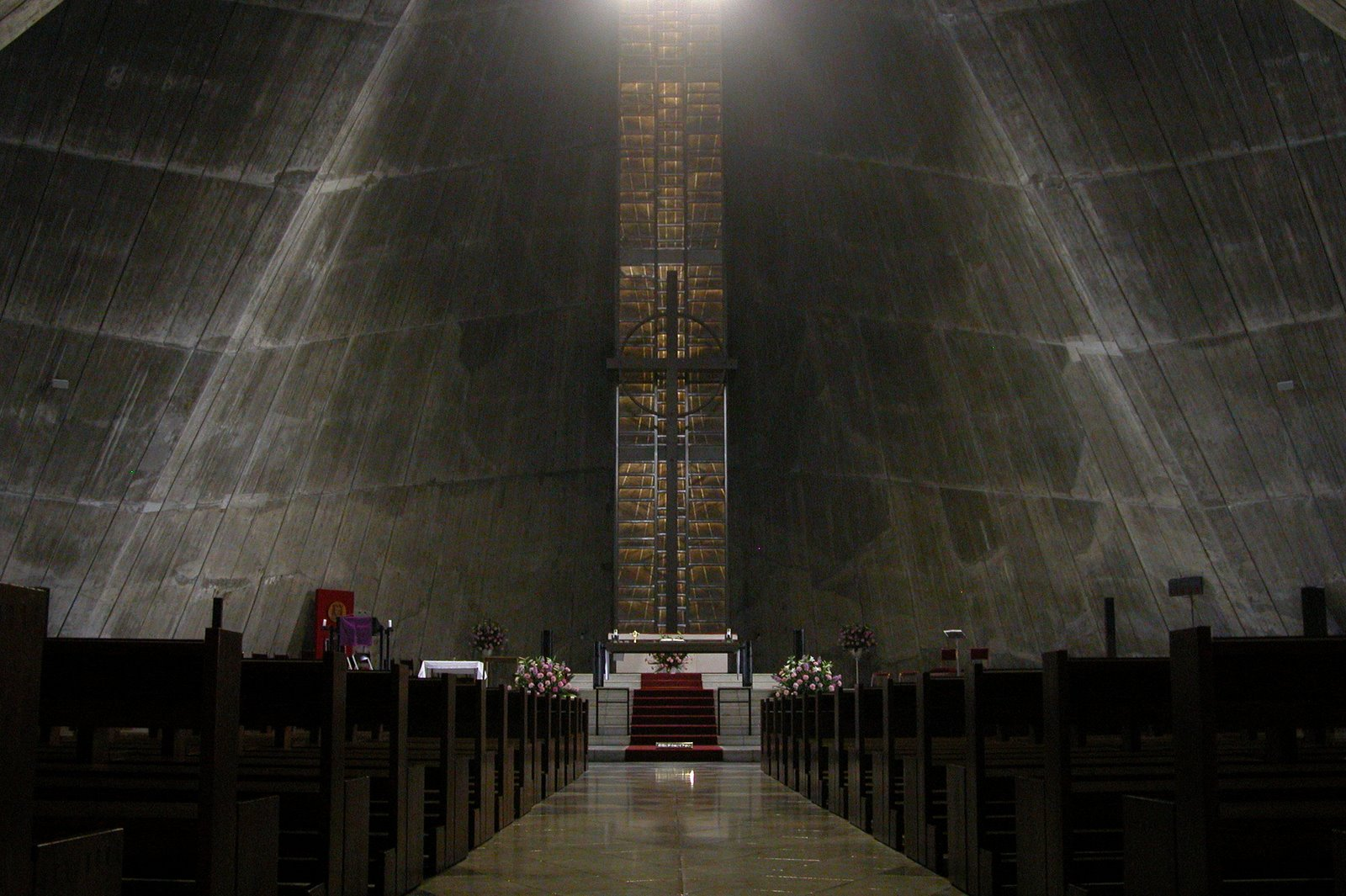
東京カテドラル内部

上空から俯瞰する神の視線を意識した時あらわれる頂部の特徴的な形態は十字架型だが、底部は菱形に開いて広がっており、現実の教会の空間としての使い勝手を損ってはいない。外装は腐食に強いステンレス・スチール板で仕上げられており、内部床面には化粧大理石が貼られている。構造自体は全く違うものの、官能的な曲線を多用した外観の形状は丹下の同時期の作品である国立代々木競技場との相似がよく指摘されるところである。共に構造家の坪井善勝との協働とされているが、設計期間が重なった坪井は代々木に係りっきりであり、実際の構造設計は東京大学坪井研究室の担当者であった名須川良平がほぼ一人で行なった。
縦使いの2枚のHPシェルの壁面にはさまれたスリット状の側面には無色透明のガラスが嵌められており、外光を取り入れるハイサイドライトとなっている。同様の十字架状のトップライトとともに、コンクリート打放しの壁面に白色の光をもたらし、モダニズム建築の禁欲的なモノトーンの美学を際立たせているが、数段の階段をはさんでやや高くなっている内陣奥の祭壇部分だけは、ステンドグラスの代わりに大理石を薄くスライスしたものが嵌められていて、イエスの受難を象徴する巨大な十字架の後ろから、光背として品格のある重く荘厳な黄金色の光を内部空間に放っている。
コンクリートで打ち出されたままの内壁は禁欲的で静謐な印象を与え、その打ち跡は近代建築に残されたわずかな手技を感じさせる。最頂部で40m近くに達する内部空間は伝統的なゴシック教会建築の上昇感覚を表象するとともに、キリスト教の前身である旧約の古代ユダヤ教会の幕屋をも同時に偲ばせる造形になっている。残響は7秒（空席時）に達し、典型的な中世ヨーロッパの大聖堂よりも長い。ヨーロッパの典型的な大聖堂のそれに似た音響特性を持つ大空間は日本では珍しいとされ、時おり開催されるパイプオルガンやオラトリオ・グレゴリオ聖歌などの演奏会では、現代的なコンサートホールでは味わうことができない教会特有の響きを味わうことができる。しかし、長い残響と、変則的な壁面形状による反射の周波数特性から、司祭の説教は聞き取りにくく、音楽によっては音が混濁した印象を与える。現在のパイプオルガンは2代目で、2004年（平成16年）に完成し、同年5月に公開されたイタリア製の『マショーニ・オルガン Op. 1165』で、主に第二金曜日19:00～19:50に、オルガンメディテーション（コンサート）が開催されている。
構内ではサン・ピエトロ大聖堂のピエタ（ミケランジェロ）の精巧なレプリカや、聖遺物の展示を観ることができる。
展示されている聖遺物は、フランシスコ・ザビエルの遺骨（胸像型の聖遺物容器の胸部に嵌め込まれている）、東方の三博士の聖遺物などである。
地下に納骨堂および小聖堂（小礼拝堂）を持ち、聖堂脇には鉄筋コンクリート製の鐘塔が鋭いフォルムを見せて起立している。さらに教会敷地奥には、聖母マリアが聖ベルナデッタに「無原罪の御宿り」を告げたとされるフランスのルルドの泉の洞窟の岩場が再現されており、この岩場の中には、大きな聖マリア像がある。

## 所在地
〒112-0014　東京都文京区関口三丁目16番15号

### 交通アクセス
- 都営バス 白61系統 ホテル椿山荘東京前 下車徒歩1分
- 東京メトロ有楽町線 護国寺駅より徒歩10分、江戸川橋駅より徒歩15分
- 東京メトロ副都心線 雑司が谷駅
- 山手線 目白駅
- 都電荒川線 東池袋四丁目停留場、鬼子母神前停留場

## ギャラリー

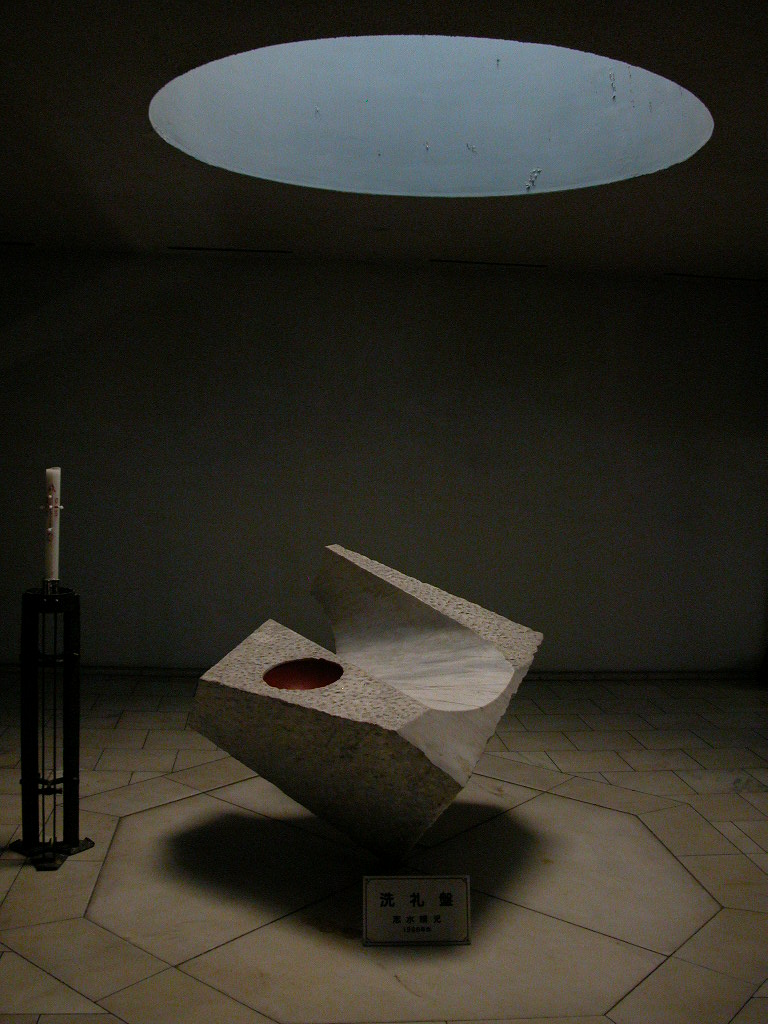
洗礼室
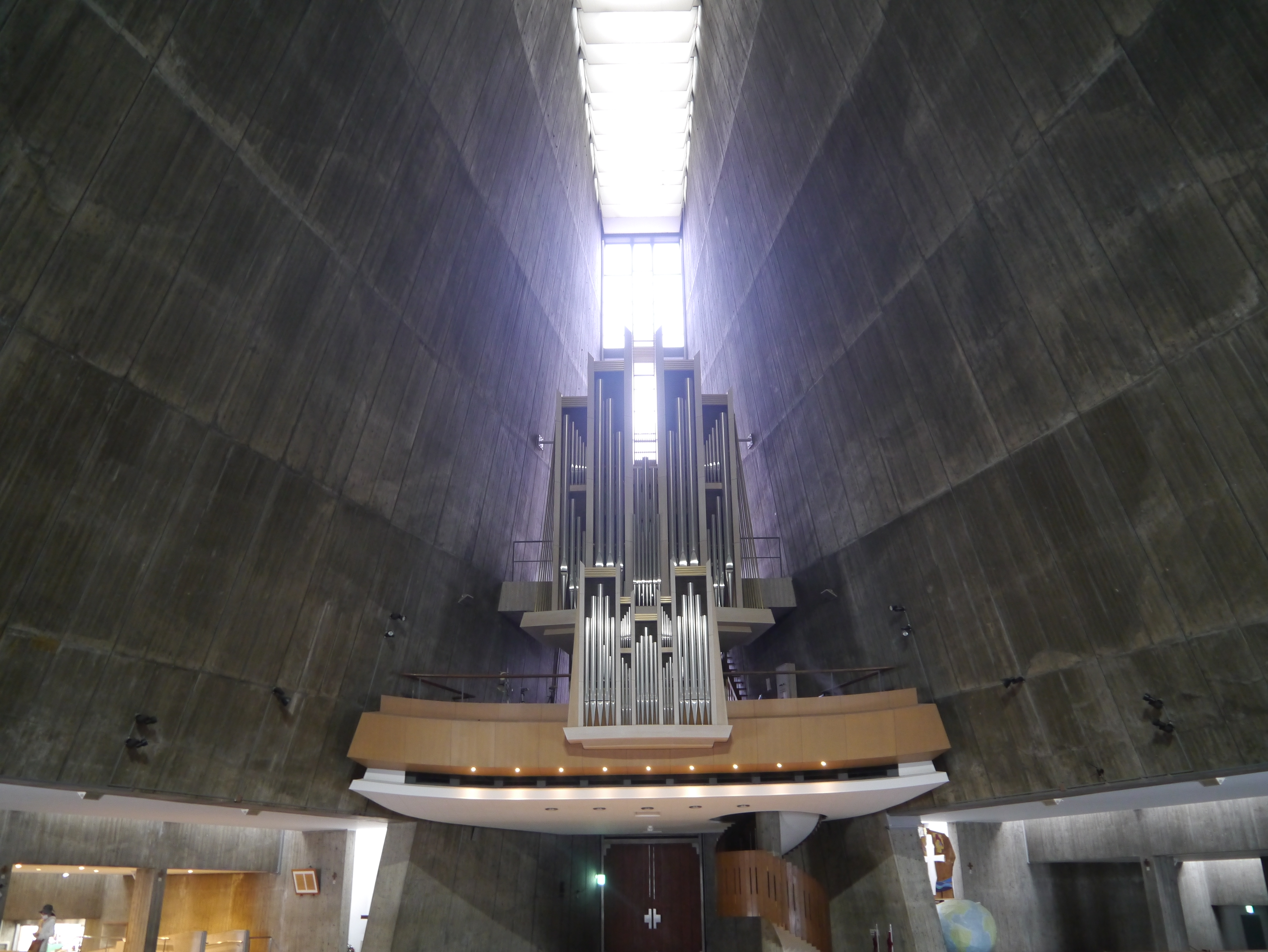
パイプオルガン
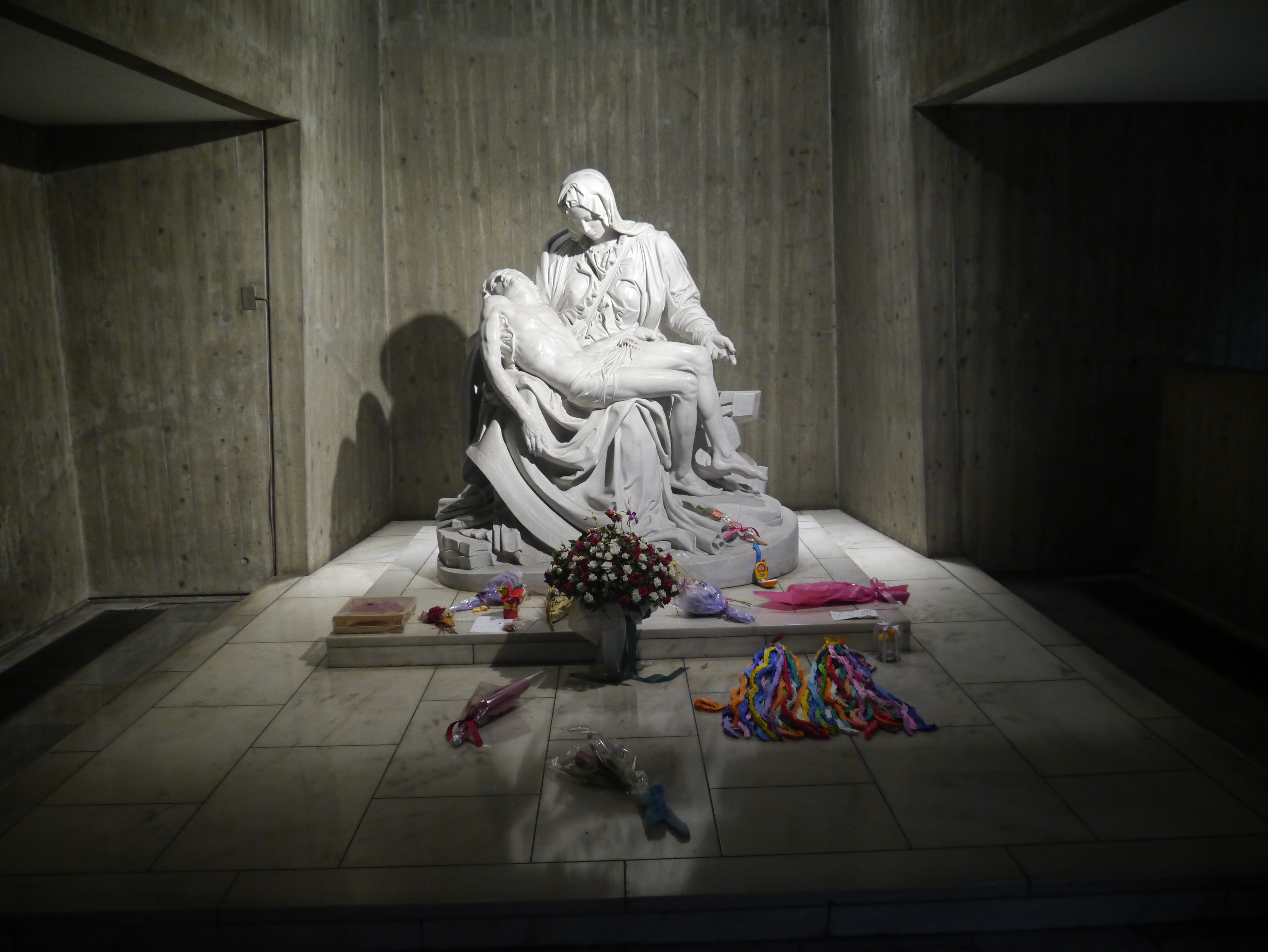
ミケランジェロのピエタのレプリカ
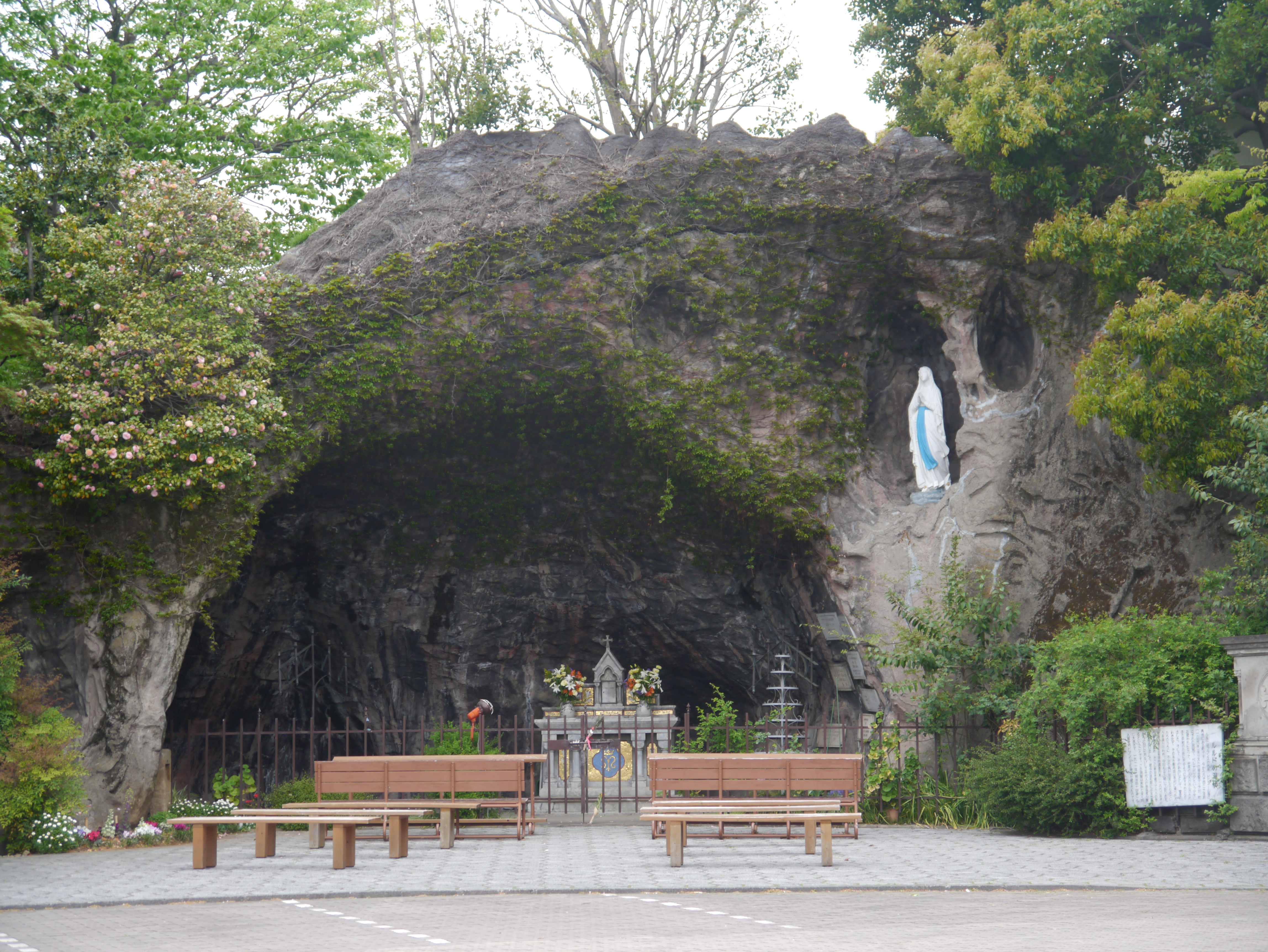
再現されたルルドの泉